# Ernst Glaeser

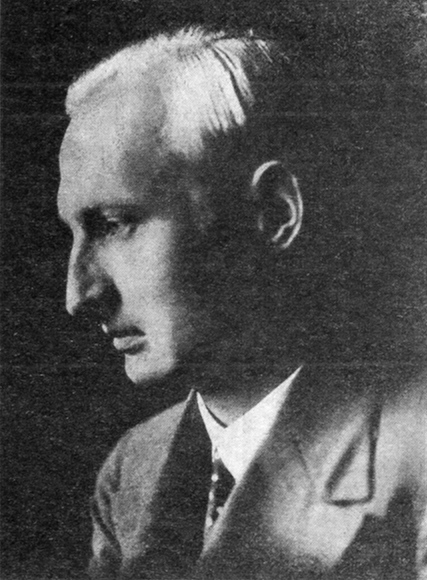
Ernst Glaeser

Ernst Glaeser (Pseudonyme:  Anton Ditschler, Erich Meschede, Alexander Ruppel, Ernst Töpfer; * 29. Juli 1902 in Butzbach; † 8. Februar 1963 in Mainz) war ein deutscher Schriftsteller.

## Leben
Ernst Glaeser war der Sohn eines Amtsrichters. Er besuchte das Gymnasium in Darmstadt und studierte Philosophie, Germanistik und Literaturwissenschaft an den Universitäten in Freiburg im Breisgau und München. Danach war er u. a. Mitarbeiter der Frankfurter Zeitung und Dramaturg am Neuen Theater in Frankfurt am Main. Von 1928 bis 1930 war er Leiter der literarischen Abteilung des Südwestdeutschen Rundfunks. 1930 gehörte er zu den Unterzeichnern eines Wahlaufrufs des Bundes proletarisch-revolutionärer Schriftsteller zugunsten der KPD und war Teilnehmer am 2. Internationalen Kongress für revolutionäre Literatur in Charkow. Von 1930 bis 1933 war Glaeser Lektor im Propyläen Verlag.
Sein 1928 erschienenes erstes Buch Jahrgang 1902, geschrieben im Stil der Neuen Sachlichkeit, war ein internationaler Erfolg. Allein in Deutschland wurde es bis zur Machtergreifung der Nazis 125.000 Mal verkauft. Es wurde in 24 Sprachen übersetzt. Die pazifistische Tendenz des Werkes, die Offenlegung gesellschaftlicher Missstände und die offene Thematisierung von Sexualität brachten dem Autor allerdings die Ächtung der deutschen Rechten ein, sodass Glaesers Werke nach der Machtübergabe an die Nationalsozialisten bei den Bücherverbrennungen im Mai 1933 auf dem Scheiterhaufen landeten. Obwohl Glaeser sich bereits vom Marxismus distanziert hatte, entschloss er sich zur Emigration.
Glaeser siedelte im Dezember 1933 mit seiner Frau und seinem 4-jährigen Sohn in die Tschechoslowakei über, von dort 1934 nach Locarno und im Oktober 1935 nach Zürich. Der dort entstandene Roman Der letzte Zivilist zeigt nuanciert die schrittweise Machtergreifung der NS-Ideologie in einer deutschen Kleinstadt aus Sicht eines in Hoffnung auf ein demokratisches Deutschland zurückgekehrten Deutschamerikaners. In den folgenden Jahren setzte angesichts der hoffnungslosen Lage im Widerstand gegen den Nationalsozialismus und der Kritik an seinen Exilwerken eine zunehmende Distanzierung Glaesers von der antifaschistischen deutschen Emigration ein. Er entwickelte sich mehr und mehr zum Konservativen und kehrte schließlich am 1. April 1939 nach Deutschland zurück, was in Exilantenkreisen auf Unverständnis stieß und als Verrat gewertet wurde.
Im NS-Staat wurde der einst verfemte Autor nunmehr zu einer Art Vorzeigeobjekt. Er durfte (eingeschränkt und unter Zensurvorbehalt) wieder publizieren – meist unter dem Pseudonym Ernst Töpfer – und wurde nach seiner Einberufung zur Wehrmacht 1940 stellvertretender Redakteur der Luftwaffen-Frontzeitungen Adler im Osten und Adler im Süden. Daneben schrieb er auch in der deutschsprachigen Krakauer Zeitung (einer NS-Zeitung im besetzten Polen, dem sogenannten Generalgouvernement) sowie für die Deutsche Adria-Zeitung in Triest.
Publikationen nach 1945
Nach 1945 wurden zwar weiterhin Werke von Glaeser veröffentlicht. Der Autor konnte jedoch nicht mehr an seine Erfolge der 1930er Jahre anknüpfen, zumal seine erzählerischen Werke meist nur schwache Rechtfertigungsversuche seiner Kehrtwendung von 1939 waren.
In der 1958 bei Goldmann erschienenen Taschenbuchausgabe des Erzählbandes Das Kirschenfest erwähnte der Verlag in „Zu diesem Buch“, Hans Carossa habe den Erzählungen dieses Bandes ein Gedicht gewidmet und zitiert Thomas Mann: „Ich habe meine helle Freude an diesen prächtigen, meisterlichen Geschichten. Ihnen ist viel gegeben und gelungen. Seien Sie beglückwünscht.“
Sein Werk wurde 1946 in der Sowjetischen Besatzungszone als Ganzes auf die Liste der auszusondernden Literatur gesetzt. Glaeser starb an einer Lungenembolie.

## Nachlass
Im August 2018 gab das Deutsche Literaturarchiv Marbach bekannt, den Nachlass Ernst Glaesers erworben zu haben. Er enthält Manuskripte zu gedruckten und ungedruckten Romanen, Novellen, Erzählungen, Theaterstücken und Hörspielen sowie Briefe und Fotografien.

## Werke (Auswahl)

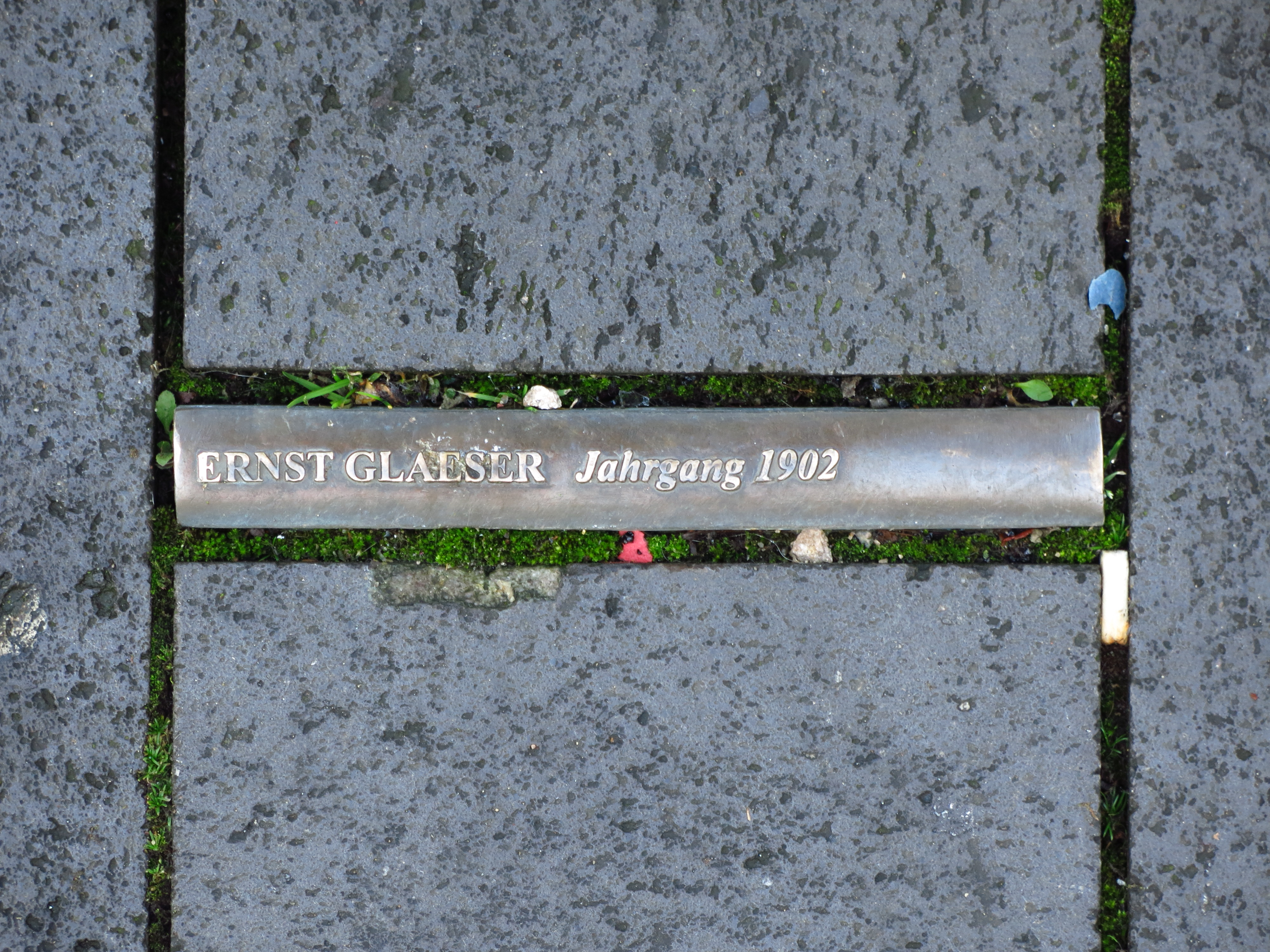
Jahrgang 1902, Mahnmal zur Bücherverbrennung auf dem Bonner Marktplatz

- Überwindung der Madonna, Potsdam 1924
- Jahrgang 1902. (Roman)., Potsdam 1928
  - Neuauflage, herausgegeben und mit einem ausführlichen Nachwort von Christian Klein, Wallstein Verlag, Göttingen 2013, ISBN 978-3-8353-1336-1.
- Frieden. Roman. Gustav Kiepenheuer, Berlin 1930. Verschiedene Auflagen auch in mehreren Sprachen. Nach dem Zweiten Weltkrieg als  Frieden 1919. Limes, Wiesbaden 1947.
- Der Staat ohne Arbeitslose, Berlin 1931 (zusammen mit Franz Carl Weiskopf)
- Das Gut im Elsaß, Berlin 1932
- Die Apotheke am Neckar, Berlin 1933
- Der letzte Zivilist, Zürich 1935 
  - NA Berlin 2017 (Untertitel: Ein Szenario, mit biobibliographischem Nachwort) ISBN 978-3-945980-17-0 pdf
- Das Unvergängliche, Amsterdam 1936
- Das Jahr, Zürich 1938
- Großes Volkskollektiv für 1200 Menschen, 1945
- Kreuzweg der Deutschen, Wiesbaden 1947
- Wider die Bürokratie, Kassel 1947
- Die deutsche Libertät, Kassel 1948
- Köpfe und Profile, Zürich 1952
- Das Kirschenfest, Zürich [u. a.] 1955
- Glanz und Elend der Deutschen, München [u. a.] 1960
- Die Lust zu gefallen, Wiesbaden 1960
- Die zerstörte Illusion, München [u. a.] 1960
- Auf daß unsere Kinder besser leben, Frankfurt a. M. 1961

## Herausgeberschaft (Auswahl)
- Fazit. Ein Querschnitt durch die deutsche Publizistik., Gebrüder Enoch Verlag, Hamburg 1929.
- Mit offenen Augen, Stuttgart 1951